# Elikia M'Bokolo
Elikia M'Bokolo (Kinshasa, 23 december 1944) is een historicus uit de Democratische Republiek Congo.
Hij is gespecialiseerd in de geschiedenis van Afrika. Hij is directeur van de École des Hautes Études en Sciences Sociales. Ook was hij als docent verbonden aan het Institut des Sciences et Techniques Humaines (ISTH), het Institut libre d'étude des relations internationales (ILERI) en het Institut d'Études Politiques (IEP).

## Biografie
Hij is de zoon van een arts uit Kinshasa in het toenmalige Belgisch-Congo. Na het bijwonen van een toespraak van de Congolese premier Patrice Lumumba waarin de leider van de Congolese onafhankelijkheid de ‘geschiedenis van de Afrikanen geschreven door de Afrikanen’ had aangehaald, besloot Elikia zich te wijden aan een studie van de geschiedenis. Door de moord op Lumumba in januari 1961 zag het gezin M’Bokolo zich gedwongen het land te verlaten om zich in Frankrijk te vestigen. Hier bezocht Elikia M'Bokolo de École normale supérieure en studeerde af in geschiedenis.
Op het politieke vlak stond hij destijds dicht bij de maoïsten. In september 2001 nam hij deel aan de internationale conferentie tegen racisme en xenofobie die door de UNESCO in het Zuid-Afrikaanse Durban werd georganiseerd. Sinds 1994 produceert hij voor Radio France Internationale de uitzending Mémoire d’un continent dat gewijd is aan de geschiedenis van Afrika waarin dieper wordt ingegaan op het onderwerp. Een deel van zijn bijdragen is verzameld in een box met drie audio-cd’s getiteld 'Afrique littéraire. 50 ans d'écriture' (2008), in samenwerking met Philippe Sainteny.